# Maechidius parallelicollis
Maechidius parallelicollis är en skalbaggsart som beskrevs av Moser 1920. Maechidius parallelicollis ingår i släktet Maechidius och familjen Melolonthidae. Inga underarter finns listade i Catalogue of Life.